# UD Vecindario
Die Unión Deportiva Vecindario war ein spanischer Fußballverein aus dem Ort Vecindario in der Gemeinde Santa Lucía de Tirajana auf Gran Canaria. Der 1962 gegründete Klub spielte eine Saison in der zweitklassigen Segunda División. 

## Geschichte
Die Unión Deportiva Vecindario wurde 1962 gegründet und spielte lange Zeit in unterklassigen spanischen Amateurligen. 1990/91 nahm der Verein erstmals an der Copa del Rey teil. In der Saison 2000/01 gelang der überraschende Sprung in die Segunda División B, die dritte spanische Liga. Schon in der Saison 2005/06 stieg Vecindario in die zweithöchste spanische Fußball-Liga, die Segunda División auf, nachdem man sich als Vierter für die Play-offs qualifiziert hatte. In den Ausscheidungsspielen wurde zunächst der FC Cartagena mit 2:2/1:0 ausgeschaltet, ehe man mit einem 2:0/2:1 gegen Levante B den Aufstieg perfekt machte. 
Am 3. September 2006 konnte Vecindario mit einem 4:2 über CD Castellón den ersten Zweitligasieg seiner Geschichte feiern. Am Ende der Saison 2006/07 stieg Vecindario dennoch weit abgeschlagen als Tabellenletzter schon nach einem Jahr wieder ab.
Im August 2015 wurde der Verein wegen zu hoher Schulden aufgelöst.

## Stadion
Vecindario spielte im Municipal de Vecindario, welches eine Kapazität von 4.500 Zuschauern hat.

## Trikot
- Heimtrikot: schwarz-weiß gestreiftes Trikot, schwarze Hose, weiße Stutzen
- Auswärtstrikot: oranges Trikot, blaue Hose, orange Stutzen
- Alternativ: himmelblaues Trikot, weiße Hose, weiße Stutzen

## Erfolge
- 2000/01 – Aufstieg in die Segunda División B
- 2005/06 – Aufstieg in die Segunda División
- Teilnahme an der Copa del Rey: 1990/91, 2001/02, 2003/04, 2004/05, 2006/07, 2011/12